# When are you coming home?
When are you coming home? is een single van Orleans. Het is afkomstig van hun album Orleans. Zowel single als album kenden matige verkoopcijfers. Van de single is bijvoorbeeld geen notering bekend in de Billboard Hot 100.